# Ewald Standop

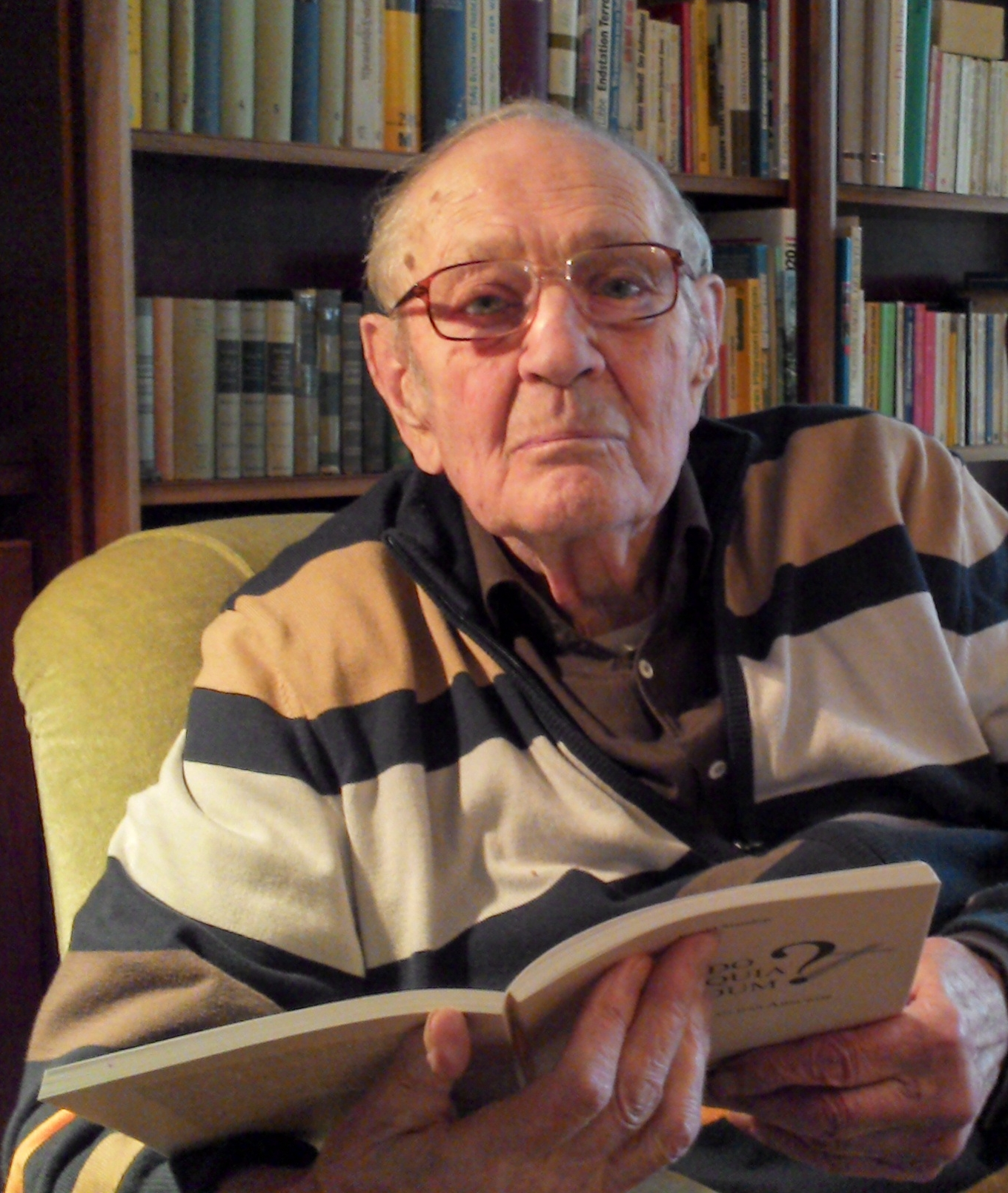
Ewald Standop, 2013

Ewald Standop (* 6. Januar 1921 in Dorfwelver; † 31. Mai 2018 in Würzburg) war ein deutscher Anglist, Linguist und Literaturwissenschaftler (Mediävistik).

## Leben
Das Staatsexamen legte er 1949 in den Fächern Englisch, Deutsch und Französisch in Münster ab. Dort wurde er mit einer anglistischen literaturwissenschaftlichen Arbeit über T.S. Eliots Kulturkritik zum Dr. phil. bei Herrmann Heuer promoviert und war Wissenschaftlicher Assistent in Münster. 1955 habilitierte er sich mit einer mediävistischen, linguistischen Arbeit zur Syntax und Semantik der modalen Hilfsverben im Altenglischen: ‘magan, motan, scutan, willan’. Anschließend lehrte er als Privatdozent in Münster und Freiburg.
1957 wurde er zum außerordentlichen Professor für englische Philologie an die Albert-Ludwigs-Universität Freiburg ernannt. 1960 folgte er dem Ruf an die Universität Köln. Nach zwischenzeitlichen Rufen nach Kiel, Bonn, Gießen und München war er ab 1973 Ordinarius für englische Sprachwissenschaft an der Julius-Maximilians-Universität Würzburg. 1967–1975 war Standop Gutachter der Deutschen Forschungsgemeinschaft, 1974 bis 1975 Vorsitzender der Bayerischen Studienreformkommission. Auch nach seiner Emeritierung 1989 forschte, lehrte und publizierte Standop bis ins hohe Alter.
Seine Forschungsschwerpunkte waren die Phonetik und Phonologie, Lexikographie sowie die Sprache Shakespeares. Weit über sein Fach hinaus war Standop bekannt durch sein Lehrbuch "Die Form der wissenschaftlichen Arbeit", das zuletzt 2008 in 18. Auflage erschien, bearbeitet von Matthias L. G. Meyer. 
Ewald Standop war evangelisch, seit 1949 verheiratet und hat drei Kinder.

## Schriften (Auswahl)
Monographien
- T. S. Eliots Kulturkritik. Pöppinghaus, Bochum-Langendreer 1953, (Zugleich: Münster, Universität, Dissertation, vom 22. Februar 1949).
- Die Form des wissenschaftlichen Manuskripts. Pöppinghaus, Bochum-Langendreer 1955 (ab der 2. Auflage, als: Die Form der wissenschaftlichen Arbeit. Lensing, Dortmund 1959; ab der 14. Auflage, 1994, vollständig neu bearbeitet und erweitert von Matthias L. G. Meyer; zahlreiche Auflagen).
- Syntax und Semantik der modalen Hilfsverben im Altenglischen. magan, motan, scutan, willan (= Beiträge zur englischen Philologie. 38, ZDB-ID 503820-0). Pöppinghaus, Bochum-Langendreer 1957, (Zugleich: Münster, Universität, Habilitationsschrift, vom 8. Juli 1955).
- mit Edgar Mertner: Englische Literaturgeschichte. Quelle & Meyer, Heidelberg 1967, (5., unveränderte Auflage. ebenda 1992, ISBN 3-494-00373-4).
- Englische Wörterbücher unter der Lupe (= Lexicographica. Series maior. 2). Niemeyer, Tübingen 1985, ISBN 3-484-30902-4.
- Abriß der englischen Metrik (= Uni-Taschenbücher. 1524). Mit einer Einführung in die Prosodie der Prosa (Satzintonation) und einem Aufsatz über Rhythmus von Jost Trier. Francke, Tübingen 1989, ISBN 3-7720-1755-X (Später als: Einführung in die englische Metrik. Wissenschaftlicher Verlag Trier, Trier 2014, ISBN 978-3-86821-568-7).
- Aufsätze zur englischen Versdichtung. Von Chaucer bis Dylan Thomas (= Kieler Beiträge zur Anglistik und Amerikanistik. Neue Folge, 11). Herausgegeben von Michael Hanke. Königshausen und Neumann, Würzburg 1995, ISBN 3-8260-1097-3.
- als Herausgeber: Beowulf. Eine Textauswahl mit Einleitung, Übersetzung, Kommentar und Glossar. de Gruyter, Berlin u. a. 2005, ISBN 3-11-017608-4 (Auflage 1 bis 4, von Martin Lehnert, erschien, 1939 bis 1967, in der Sammlung Göschen, Nr. 1135).
- Pseudodoxia philologica. Verbreitete Irrtümer und abwegige Einzelfälle in der englischen Philologie. Mit einem Essay über die Sprache Heideggers (= Studien zur anglistischen Literatur- und Sprachwissenschaft. 38). Wissenschaftlicher Verlag Trier, Trier 2011, ISBN 978-3-86821-321-8.
- Credo quia Absurdum? Der Glaube an das Absurde. Reflexionen über den christlichen Glauben und die Argumentation des Papstes und anderer Autoren. KSP-Verlag, Wuppertal 2013, ISBN 978-3-00-042790-9.
- Einführung in die englische Metrik. Wissenschaftlicher Verlag Trier, Trier 2014, ISBN 978-3-86821-568-7.
- Aspekte der englischen Grammatik. Überblick und Einzelfragen. Wissenschaftlicher Verlag Trier, Trier 2016, ISBN 978-3-86821-651-6.
- Die Laute – Vokale und Konsonanten – im Niederdeutschen der Soester Börde. Eigenverlag, Würzburg 2017, ISBN 978-3-00-057627-0.

Artikel
- Die Bezeichnung der poetischen Gattungen im Englischen und Deutschen. In: Germanisch-romanische Monatsschrift. Neue Folge, Band 6, 1956, S. 382–392.